# زيد بن عبد الله بن عمر بن الخطاب
زيد بن عبد الله بن عمر بن الخطاب، أمه أم ولد، ويقال إنّ أمّ زيد بن عبد الله سَهْلة بنت مالك بن الشحاح من بني زيد بن جُشَم بن حَبيب بن عمرو بن غَنْم بن تغلب. روى عن أبيه ابن عمر وَعبد الله بن عبد الرَّحْمَن بن أبي بكر، وروى عنه نافع.
ومن ولده: مُحَمَّد، وأمه أم حكيم بنت عبيد الله بن عمر بن الخطاب، وولد محمدُ بن زيد واقدًا، وعُمَرَ، وأبا بكر، وزيدًا، وعاصمًا، وأمَّ حكيم، وفاطمةَ؛ وأمهم أم ولد، وعبدَ الرحمن بن محمد الأكبر، وبلالًا، وعبدَ الرحمن الأصغر؛ وأمهم قرَّة العين بنت حُوَيّ بن شماس، وأبا عبيدة بن محمد، وأمه أم ولد.